# Боснія і Герцеговина на Європейських іграх 2015
Боснія і Герцеговина на перших Європейських іграх у Баку була представлена 56 атлетами у 8 видах спорту, проте за підсумками змагань боснійські спортсмени не здобули жодної медалі.